# Пісковатський (Волгоградська область)
Пісковатський (рос. Песковатский) — хутір у Ольховському районі Волгоградської області Російської Федерації.
Населення становить 129  осіб. Входить до складу муніципального утворення Ніжинське сільське поселення.

## Історія
Населений пункт розташований у межах українського історичного та культурного регіону Жовтий Клин.
Згідно із законом від 24 грудня 2004 року № 978-ОД органом місцевого самоврядування є Ніжинське сільське поселення.

## Населення
| 1915 | 1926 | 1936 | 2010 |
| ---- | ---- | ---- | ---- |
| 45   | ↘42  | ↗163 | ↘129 |